# Hiroshi Yamamoto
Hiroshi Yamamoto (Japans: 山本博, Yamamoto Hiroshi) (Yokohama,
31 oktober 1962) is een Japanse boogschutter.
Yamamoto was meer dan 20 jaar lid van het Japans team op de Olympische en Aziatische Spelen. Zijn hoogst behaalde resultaat op de Olympische Spelen was in Athene 2004. Hij versloeg in de kwartfinale de Koreaan Im Dong-Hyun en in de halve finale Tim Cuddihy uit Australië. In de finale verloor hij uiteindelijk van de Italiaan Marco Galiazzo en eindigde daardoor op de tweede plaats. In 1982 en 2002 won hij goud bij de Aziatische Spelen.

## Resultaten
1982
 Aziatische Spelen (individueel)
1984
 Olympische Spelen (individueel)
1986
 Aziatische Spelen (individueel, 50m)
 Aziatische Spelen (team)
1988
8e Olympische Spelen (individueel)
6e Olympische Spelen (team)
1990
 Aziatische Spelen (team)
1994
 Aziatische Spelen (team)
2002
 Aziatische Spelen (individueel)
2004
 Olympische Spelen (individueel)
8e Olympische Spelen (team)
2006
 World Cup, stage 2
1978: Ichiro Shimamura ·
1982: Hiroshi Yamamoto ·
1986: Takayoshi Matsushita ·
1990: Yang Chung-hoon ·
1994: Park Kyung-mo ·
1998: Han Seung-hoon ·
2002: Hiroshi Yamamoto ·
2006: Im Dong-hyun ·
2010: Kim Woo-jin ·

2014: Oh Jin-hyek ·
2018: Kim Woo-jin
- CiNii: DA17288843
- Bibliotheek van het Japanse parlement: 01014531
- Virtual International Authority File: 259139726